# Kfz-Kennzeichen (Nigeria)

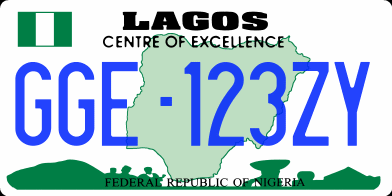
Aktuelles Kfz-Kennzeichen aus dem Bundesstaat Lagos

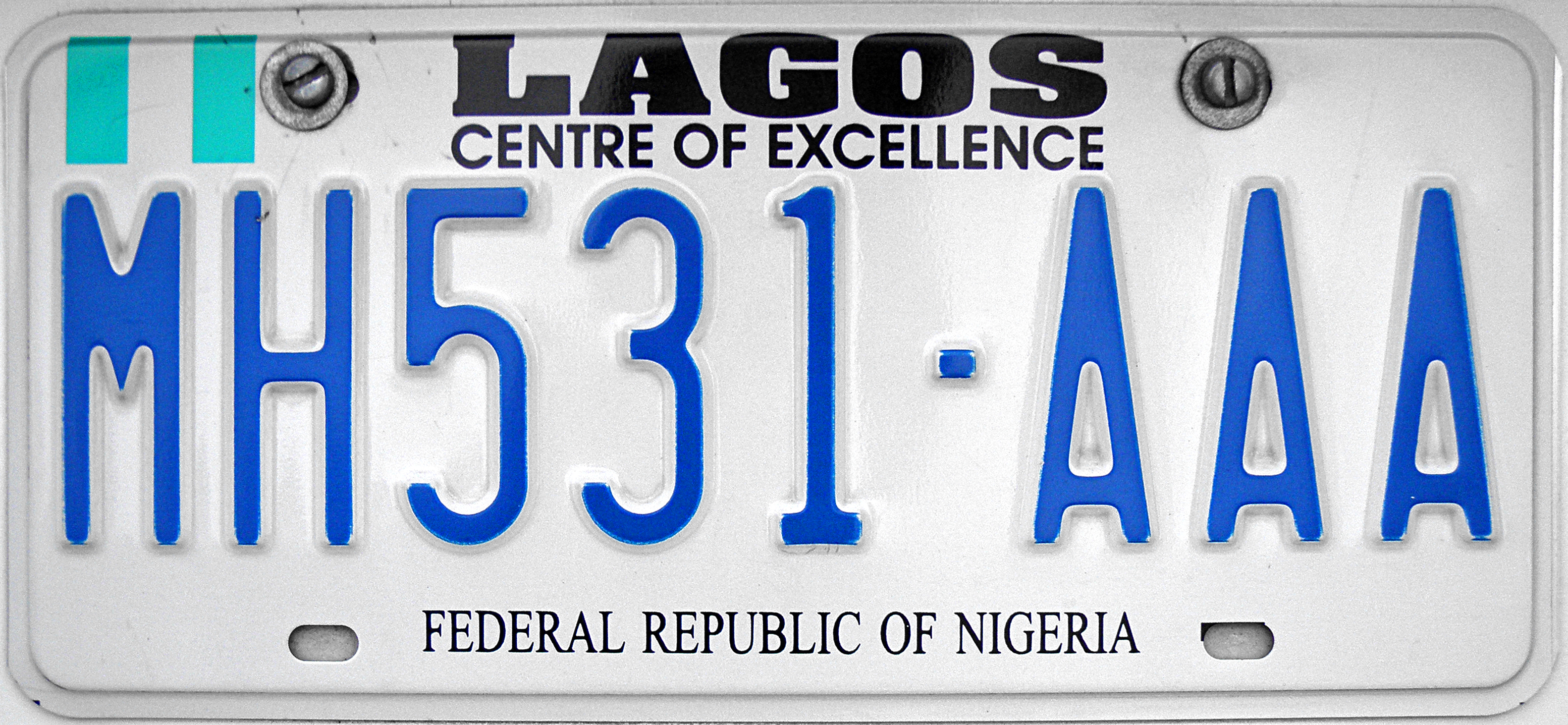
Kennzeichen aus dem Bundesstaat Lagos (1992 bis 2011)

Die aktuellen nigerianischen Kfz-Kennzeichen wurden 1992 eingeführt und 2011 überarbeitet. Die Schilder basieren in Größe und Gestaltung auf den US-amerikanischen Nummernschildern. Nigeria ist damit neben Liberia einer der wenigen Staaten Afrikas, die nicht (mehr) das sonst übliche europäische Format nutzen.

Die Schilder sind in der Regel weiß und besitzen blaue Aufschrift. In der linken oberen Ecke befindet sich die nigerianische Flagge oder das Staatswappen. Rechts davon erscheint der entsprechende Bundesstaat und dessen Motto, am unteren Rand des Schildes steht der vollständige Landesname (englisch Federal Republic of Nigeria). Die eigentliche Kombination besteht zunächst aus drei Buchstaben, die Rückschluss auf die Local Government Area geben, in der das Fahrzeug zugelassen ist. Es folgen nach einem schmalen Bindestrich drei Ziffern und nochmals zwei Buchstaben. Im Hintergrund befinden sich die Umrisse Nigerias. Vor 2011 befanden sich die drei Regionsbuchstaben am Ende des Schildes und die Umrisse fehlten. Diese Schilder sind noch bis 30. Juni 2014 gültig. 
 Des Weiteren sind auch Wunschkennzeichen verfügbar. Kommerziell genutzte Fahrzeuge besitzen eine Aufschrift in roter Farbe, Fahrzeuge der Verwaltung zeigen grüne Lettern. 
Bei Diplomatenkennzeichen ist der Untergrund rot, die Schrift weiß. Sie zeigen bis zu drei Ziffern, gefolgt von den Buchstaben CD oder CMD vor einer fortlaufenden Nummer. Anstelle des Bundesstaates erscheint die Aufschrift CORPS DIPLOMATIQUE. Fahrzeuge des Konsularischen Korps tragen blaue Kennzeichen mit den Buchstaben CC und der Aufschrift CORPS CONSULAIRE.
Vor der Einführung des aktuellen Systems wurden schwarze Kfz-Kennzeichen nach britischem und französischem Vorbild benutzt.
Das Nationalitätszeichen Nigerias lautete ursprünglich WAN für englisch West Africa Nigeria und wurde ebenfalls 1992 durch NGR ersetzt.